# Юстициум
Юстициум (на латински: Justitium) е извънредно положение в римското право. То обикновено се обявява при смъртта на суверен, по време на нестабилно междуцарствие, но също и при външни нашествия, например при новините за похода на Ханибал Барка.